# Jasnowice
Jasnowice – część wsi Istebna w Polsce, położona w województwie śląskim, w powiecie cieszyńskim, w gminie Istebna.
w latach 1975–1998 Jasnowice położone były w województwie bielskim.
Jasnowice położone są na wysokości 530–580 m n.p.m. na grzbiecie i stokach rozległego wzniesienia w widłach Olzy i Oleckiego Potoku, w południowej części Beskidu Śląskiego.
Jasnowice są najstarszym punktem osadniczym na terenie Istebnej. Pierwszą wzmiankę o osadzie zawiera urbarz z 1577 r. W 1619 r. liczyły 4 gospodarstwa zagrodnicze. Założone jako oddzielna osada, Jasnowice zostały połączone z Istebną dopiero w XIX wieku, a jeszcze do lat międzywojennych jasnowickie domy miały odrębną od reszty wsi numerację. Według tradycji, nazwa pochodzi od sekty zwanej jasnowidzami, której członkowie, uciekając przed prześladowaniami religijnymi początkowego okresu kontrreformacji, tu się osiedlili. Ze względu na swe położenie i korzystny mikroklimat przez długi czas było to jedyne miejsce w Istebnej, w którym uprawiano żyto.
Na początku XVIII wieku Jasnowice należały do parafii w Jabłonkowie.
W okresie międzywojennym w miejscowości stacjonowała placówka Straży Granicznej I linii „Jasnowice”.
Droga wiodąca od tzw. Krzyżowej w Jaworzynce na zachód, południowymi podnóżami jasnowickiego wzgórza, przekraczająca Olecki Potok a następnie schodząca zboczami Bukowskiej Kępy do doliny Olzy i do Jabłonkowa, jest fragmentem dawnej drogi cesarskiej (tzw. „cysorki”). Przez trzy wieki, aż do podziału Śląska Cieszyńskiego w 1920 r., była głównym traktem komunikacyjnym łączącym Istebną, Jaworzynkę i Koniaków ze światem. Następnie, przez z górą 70 lat, stanowiła jedynie lokalny dojazd do rozrzuconych po wzgórzu osiedli Jasnowic. Przed wejściem Czech i Polski do strefy Schengen (21 grudnia 2007), funkcjonowało tu przejście graniczne Jasnowice-Bukovec na Potoku Oleckim: otwarte w 1993 przejście małego ruchu granicznego i uruchomione w 1995 przejście drogowe.

## Turystyka
Przez miejscowość przechodzą następujące trasy rowerowe:
- Międzynarodowy Szlak Rowerowy Greenways Kraków – Morawy – Wiedeń
- czerwona trasa rowerowa nr 24 (Pętla rowerowa Euroregionu Śląsk Cieszyński)
- zielona trasa rowerowa nr 253 – Istebna – Jaworzynka – Koniaków (28 km)

Przez Jasnowice biegnie  żółty szlak turystyczny z Jaworzynki Trzycatka na Stożek.